# Холокост в Ивьевском районе
Холокост в И́вьевском районе — систематическое преследование и уничтожение евреев на территории Ивьевского района Гродненской области оккупационными властями нацистской Германии и коллаборационистами в 1941—1944 годах во время Второй мировой войны, в рамках политики «Окончательного решения еврейского вопроса» — составная часть Холокоста в Белоруссии и Катастрофы европейского еврейства.

## Геноцид евреев в районе
Ивьевский район был полностью оккупирован немецкими войсками в июне 1941 года, и оккупация продлилась более трёх лет — до июля 1944 года. Нацисты включили Ивьевский район в состав территории, административно отнесённой в состав рейхскомиссариата «Остланд» генерального округа Белорутения.
Вся полнота власти в районе принадлежала зондерфюреру — немецкому шефу района, который подчинялся руководителю округи — гебитскомиссару. Во всех крупных деревнях района были созданы районные (волостные) управы и полицейские гарнизоны из белорусских, польских и украинских коллаборационистов.
Для осуществления политики геноцида и проведения карательных операций сразу вслед за войсками в район прибыли карательные подразделения войск СС, айнзатцгруппы, зондеркоманды, тайная полевая полиция (ГФП), полиция безопасности и СД, жандармерия и гестапо.
Одновременно с оккупацией нацисты и их приспешники начали поголовное уничтожение евреев. «Акции» (таким эвфемизмом гитлеровцы называли организованные ими массовые убийства) повторялись множество раз во многих местах. В тех населенных пунктах, где евреев убили не сразу, их содержали в условиях гетто вплоть до полного уничтожения, используя на тяжелых и грязных принудительных работах, от чего многие узники умерли от непосильных нагрузок в условиях постоянного голода и отсутствия медицинской помощи.
За время оккупации практически все евреи Ивьевского района были убиты, а немногие спасшиеся в большинстве воевали впоследствии в партизанских отрядах.
Евреев района, убитых не сразу после оккупации, перевели в гетто в Ивье (в том числе из местечек Липнишки, Ченевичи, Трабы, Суботники и Бакшты) и убили в мае 1942 года вместе с местными евреями.

## Гетто

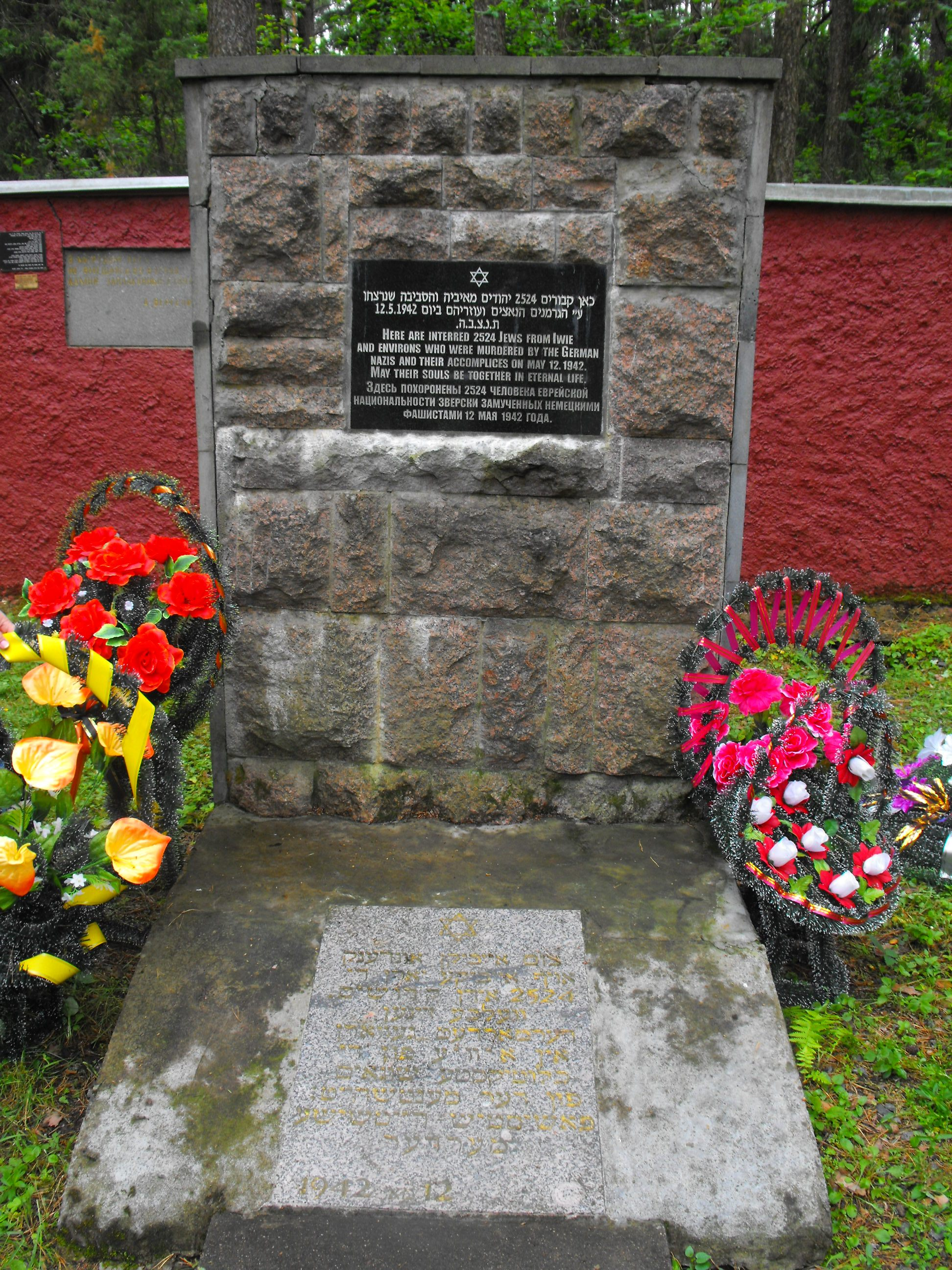
Центральный памятник мемориального комплекса в урочище Стоневичи

Немцы, реализуя нацистскую программу уничтожения евреев, создали на территории района 1 гетто — в городе Ивье, где в 1942 году с февраля до 7 мая были замучены и убиты более 2500 евреев.

## Случаи спасения и «Праведники народов мира»
В Ивьевском районе 20 человек были удостоены почетного звания «Праведник народов мира» от израильского Мемориального комплекса Катастрофы и героизма еврейского народа «Яд Вашем» «в знак глубочайшей признательности за помощь, оказанную еврейскому народу в годы Второй мировой войны».
- Курбат Владислав и Елизавета, Глуговская (Курбат) Регина — за спасение семей Бакшт, Шмайлович, Шварц и Шмуклер в Ивье[12].
- Позняк Станислав, Тасилия и Лихорад (Позняк) Янина — ими была спасена Рамиель (Левина) Эстер в Ивье[13].
- Пашковская Ядвига и Франтишек — спасли Едваб Елияху и Рахель, и их дочь Беллу в деревне Суботники[14].
- Микулко Михалина и Тихон (Микулко) Мария — ими были спасены Зискинд Нахум, Роза и их дочь Бергерфрайд (Зискинд) Ципора в деревне Дворчане[15][16].
- Поболь Александр, Александра и Владимир — за спасение Шмулевича Абрама в деревне Миколаево[17].
- Конон Ольга, Евгений и Павел — за спасение семьи Шмуклер в деревне Дешевичи[18][19].
- Михалевич Иван, Екатерина и Бронислава — ими была спасена семья Федерман в деревне Бабинск[20].

## Память
Опубликованы неполные списки жертв геноцида евреев в Ивьевском районе.
Мемориальный комплекс убитым евреям района возведён в деревне Стоневичи.
В 1997 году был установлен памятник расстрелянным евреям в поселке Красный Октябрь.